# Japet (luna)
Japet (grško Ιαπετός: Iapetós) je sedemnajsti od Saturnovih znanih naravnih satelitov in je tretji največji. Imenuje se tudi Saturn VIII.
V grški mitologiji je bil Japet eden od titanov, sinov Urana. Bil je oče Prometeja in Atlasa ter praoče človeštva.
Satelit je leta 1671 odkril Giovanni Domenico Cassini.
Z gostoto 1,1 je Japet sestavljen skoraj samo iz vodnega ledu.
Vodeča in sledeča polobla Japeta sta izredno različni. Odbojnost prednje poloble je med 0,03 in 0,05 (temno kot čad), medtem ko ima zadnja polobla albedo 0,5 (tako svetlo kot Evropa). Ta razlika je tako očitna, da je lahko sonda Cassini videla Japet samo na eni strani Saturna, na drugi pa ne.
Ena razlaga za to je, da je prednja polobla pokrita s prašnim materialom iz Febe. Toda barvi prednje polovice in Febe se precej razlikujeta. Druga možnost je v kakšnem dejavnem procesu v notranjosti Japeta. Dodatno zapleta vprašanje še dejstvo, da je črta, ki loči obe strani, izredno ostra.
Vse Saturnove lune razen Japeta in Febe ležijo zelo blizu ravnine Saturnovega ekvatorja. Japetova tirnica je nagnjena za skoraj 15 stopinj.